# Victor Esquinas Torres
Victor Esquinas Torres (Peñarroya-Pueblonuevo, Córdoba, 1960. augusztus 17. –)  spanyol nemzetközi labdarúgó-játékvezető. Teljes neve Victor Jose Esquinas Torres. Polgári foglalkozása ügyvéd 		

## Pályafutása

### Nemzeti játékvezetés
1991-ben lett a  Primera Division játékvezetője. Az aktív nemzeti játékvezetéstől 2006-ban vonult vissza. Első ligás mérkőzéseinek száma: 226.

### Nemzetközi játékvezetés
A Spanyol labdarúgó-szövetség Játékvezető Bizottsága (JB) 1996-ban terjesztette fel nemzetközi játékvezetőnek, a Nemzetközi Labdarúgó-szövetség (FIFA) bíróinak keretébe. Több nemzetek közötti válogatott és klubmérkőzést vezetett. A spanyol nemzetközi játékvezetők rangsorában, a világbajnokság-Európa-bajnokság sorrendjében többedmagával a 23. helyet foglalja el 2 találkozó szolgálatával. Az aktív nemzetközi játékvezetéstől 2005-ben a FIFA 45 éves korhatárát elérve búcsúzott. Válogatott mérkőzéseinek száma: 5.

#### Európa-bajnokság
Az európai-labdarúgó torna döntőjéhez vezető úton Belgiumba és Hollandiába a XI., a 2000-es labdarúgó-Európa-bajnokságra és Portugáliába a XII., a 2004-es labdarúgó-Európa-bajnokságra az UEFA JB játékvezetőként foglalkoztatta.

##### 2000-es labdarúgó-Európa-bajnokság
| Időpont            | Helyszín                    | Mérkőzés típusa           | Mérkőzés            | Eredmény | Nézők száma |
| ------------------ | --------------------------- | ------------------------- | ------------------- | -------- | ----------- |
| 1998. november 18. | Qemal Stafa Stadion, Tirana | előselejtező (2. csoport) | Albánia–Görögország | 0 : 0    | 18 670      |

##### 2004-es labdarúgó-Európa-bajnokság
| Időpont           | Helyszín                   | Mérkőzés típusa           | Mérkőzés             | Eredmény | Nézők száma |
| ----------------- | -------------------------- | ------------------------- | -------------------- | -------- | ----------- |
| 2003. március 29. | Frankens Stadion, Nürnberg | előselejtező (5. csoport) | Németország–Litvánia | 1 : 1    | 40 754      |

#### Nemzetközi kupamérkőzések

##### UEFA-bajnokok ligája
| Időpont              | Helyszín                           | Mérkőzés típusa                | Mérkőzés                               | Eredmény |
| -------------------- | ---------------------------------- | ------------------------------ | -------------------------------------- | -------- |
| 2001. szeptember 27. | Oláh Gábor utcai stadion, Debrecen | selejtező 1. kör (2. mérkőzés) | Debreceni VSC–FC Girondins de Bordeaux | 3 : 1    |